# Trabzonspor
Trabzonspor (turecky: Trabzonspor Kulübü) je profesionální turecký fotbalový klub sídlící ve městě Trabzon na severu země. Aktuálně působí v nejvyšší turecké soutěži s názvem Süper Lig. Klub vznikl roku 1967 sloučením několika regionálních klubů za účelem úspěchu v nově se formující turecké lize. První mistrovský titul získal již po devíti letech od založení, roku 1976. V následujících sezonách byl nejlepším klubem působícím v Süper Lig, když získal do roku 1984 mistrovský titul celkem 6×. Klub v domácích soutěžích dosáhl celkem na 28 trofejí, což ho řadí mezi ty nejúspěšnější. Na vítězství v některé z mezinárodních soutěží stále ještě čeká. Příležitost k tomu měl v Lize mistrů UEFA 2011/12, kam byl dosazen namísto vyloučeného Fenerbahçe SK.

## Úspěchy

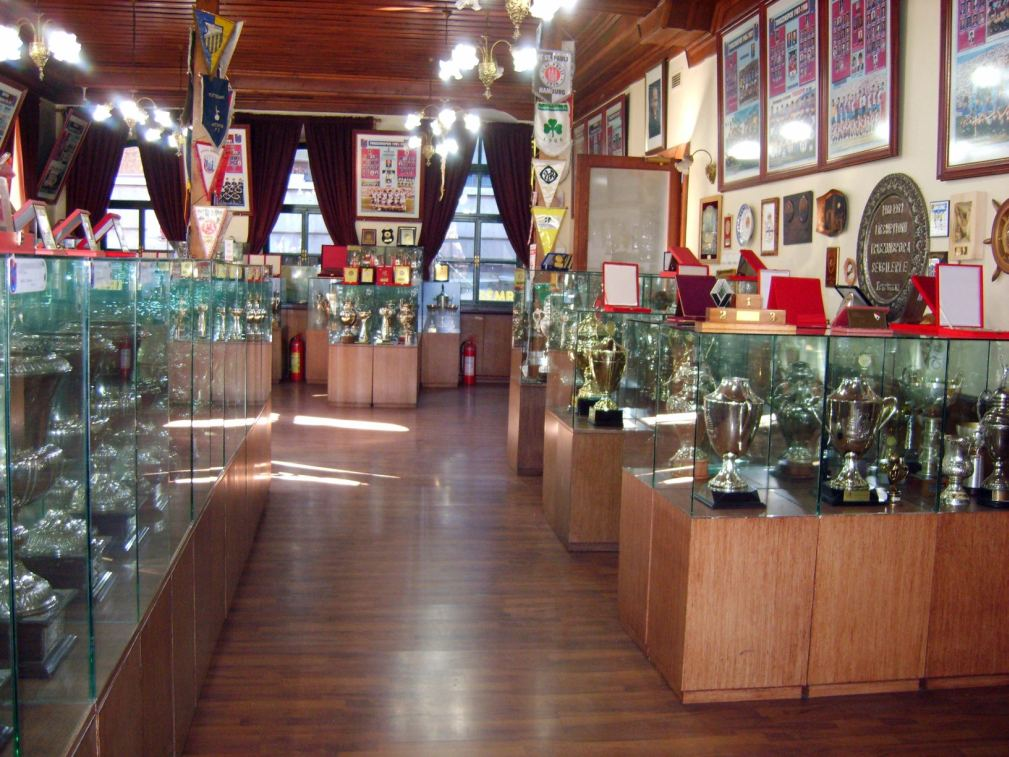
Museum trofejí Trabzonsporu

### Vyhrané domácí soutěže
- Süper Lig ( 7× )

(1975/76, 1976/77, 1978/79, 1979/80, 1980/81, 1983/84, 2021/22)
- Türkiye Kupası (pohár) ( 8× )

(1977, 1978, 1984, 1992, 1995, 2003, 2004, 2010)
- TFF Süper Kupa (Superpohár) ( 8× )

(1976, 1977, 1978, 1979, 1980, 1983, 1995, 2010)
- Başbakanlık Kupası ( 5× )

(1976, 1978, 1985, 1994, 1996)